# Spannsatz

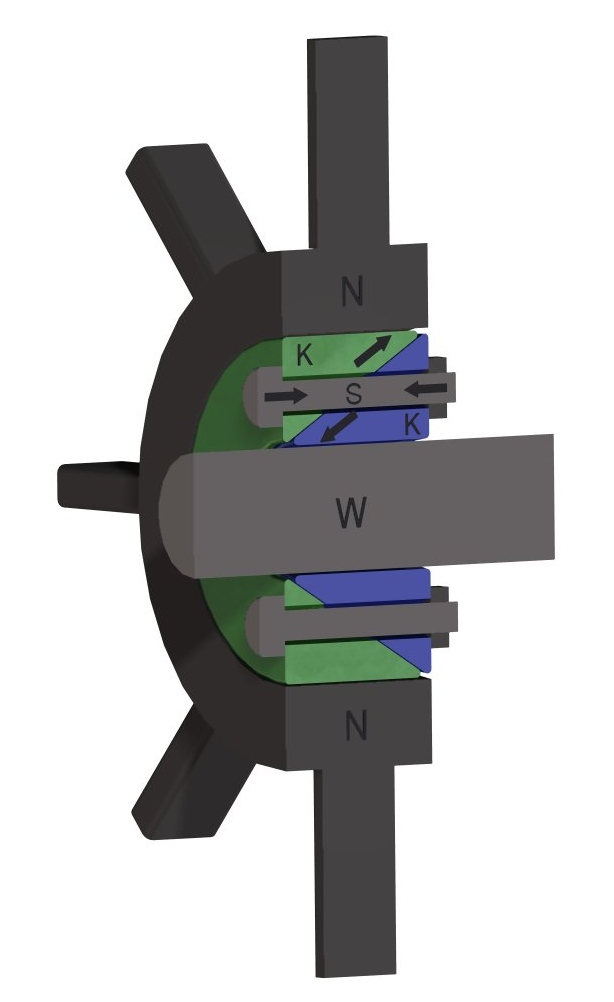
Schematische Darstellung eines Spannsatzes. S – Spannschraube, K – konischer Innen- und Außenring, W – Welle, N – Nabe. Die keilförmigen Spannelemente werden angepresst und stellen dadurch eine feste Verbindung zwischen Welle und Nabe her.

Ein Spannsatz ist eine kraftschlüssige Welle-Nabe-Verbindung im Maschinenbau. Das Maschinenelement verbindet eine Nabe z. B. eines Zahnrades mit einer Welle, so dass zwischen der Welle und der Nabe ein Drehmoment übertragen werden kann. Ferner wird die Nabe gegen axiales Verschieben auf der Welle gesichert.

## Aufbau und Funktionsprinzip
Spannsätze existieren in verschiedenen technischen Ausführungen. Sie bestehen meist aus zwei ringfederförmigen Ringen, die über kegelige Flächen übereinandergeschoben werden. Innen- und Außenfläche des Spannsatzes sind zylindrisch und werden mit Spiel in die Bohrung der Nabe eingelegt bzw. auf die Welle aufgefädelt. Durch mehrere Schrauben in axialer Richtung können die Kegelflächen des Innen- und Außenrings zum Spannen aufeinander zu gezogen werden.
Die Kegelfläche kann auch sägezahnförmig in zwei oder mehrere Teile unterbrochen werden, die aus einem Stück gedreht oder als mehrteiliger Spannsatz hergestellt werden.
Bei allen kegelförmigen Typen entsteht durch die Kegelflächen aus der axialen Vorspannkraft der Schrauben eine radiale Kraftkomponente, die den Innenring elastisch schrumpft sowie den Außenring aufweitet und damit eine Pressung in der Nabe bzw. auf der Welle erzeugt. Um dies zu erleichtern, werden bei manchen Typen geschlitzte Innen- und Außenringe verwendet. Diese Pressung führt zu so großer Reibung an Nabe und Welle, dass beide fest verbunden sind und sich Drehmomente übertragen lassen.
Bei manchen Typen von Spannsätzen sind die Kegelwinkel so flach ausgeführt, dass Selbsthemmung besteht. Diese Spannsätze öffnen sich nicht, auch wenn die Spannschrauben gelöst werden.

## Anwendung
Für den Einbau von Spannsätzen sind konstruktiv nur ein zylindrisches Ende an der Welle und eine zylindrische Bohrung an der Nabe vorzusehen. Diese Formen sind einfach in einem Arbeitsgang zu fertigen. Kompliziert zu fertigende Profile oder Nuten wie bei anderen Welle-Nabe-Verbindungen sind nicht notwendig. Allerdings benötigen Spannsätze mehr Einbauraum als form- oder stoffschlüssige Verbindungen. Dabei sind nicht nur die Baumaße des Spannsatzes selbst ausschlaggebend. Die Nabe muss auch eine ausreichende Wandstärke aufweisen, um nicht durch die radiale Pressung des Spannsatzes zu versagen. Für den Fall, dass neben dem Spannsatz auf der Welle zu wenig Platz für das Montagewerkzeug (Innensechskantschlüssel) vorhanden ist oder vorgesehen werden soll, gibt es auch radial mit einem Spezialschlüssel montierbare Modelle.
Spannsätze gibt es für Wellendurchmesser in einem sehr großen Bereich. Standardausführungen sind für Wellendurchmesser von 5 mm bis 1000 mm erhältlich.
Bei Spannsätzen ergeben sich bei sachgemäßer Montage wegen der gleichmäßigen radialen Pressung gute Rundlaufeigenschaften, was den Einsatz bei präzisen Anwendungen wie zum Beispiel Werkzeugmaschinen möglich macht. Bei ordnungsgemäßer Auslegung der Welle-Nabe-Verbindung mit einem Spannsatz sollte ein Verdrehen der Welle zur Nabe nicht vorkommen und auch wegen der möglichen Schädigung von Welle und Nabe vermieden werden. Allerdings kann bei besonderen konstruktiven Maßnahmen und entsprechender Auslegung ein Spannsatz als Überlastschutz für andere Maschinenteile eingesetzt werden.

## Andere Formen

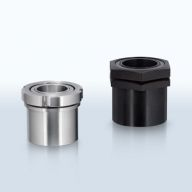
Spannsatz Typ SSE

Bei Schnellspannelementen kann anstelle der achsparallelen Spannschrauben auch ein Verschrauben des Innen- und Außenringes miteinander zum Verspannen der kegeligen Ringe genutzt werden. Neben Spannsätzen mit kegeligen Ringfeder-Spannelementen gibt es auch membran-förmige Spannsätze.
Ähnlich wie kegelige Spannsätze funktionieren auch Taper-Buchsen, die allerdings nur einen Ring benötigen, dafür muss aber die Nabenfläche kegelig geformt sein.